# Jan Wyrowiński

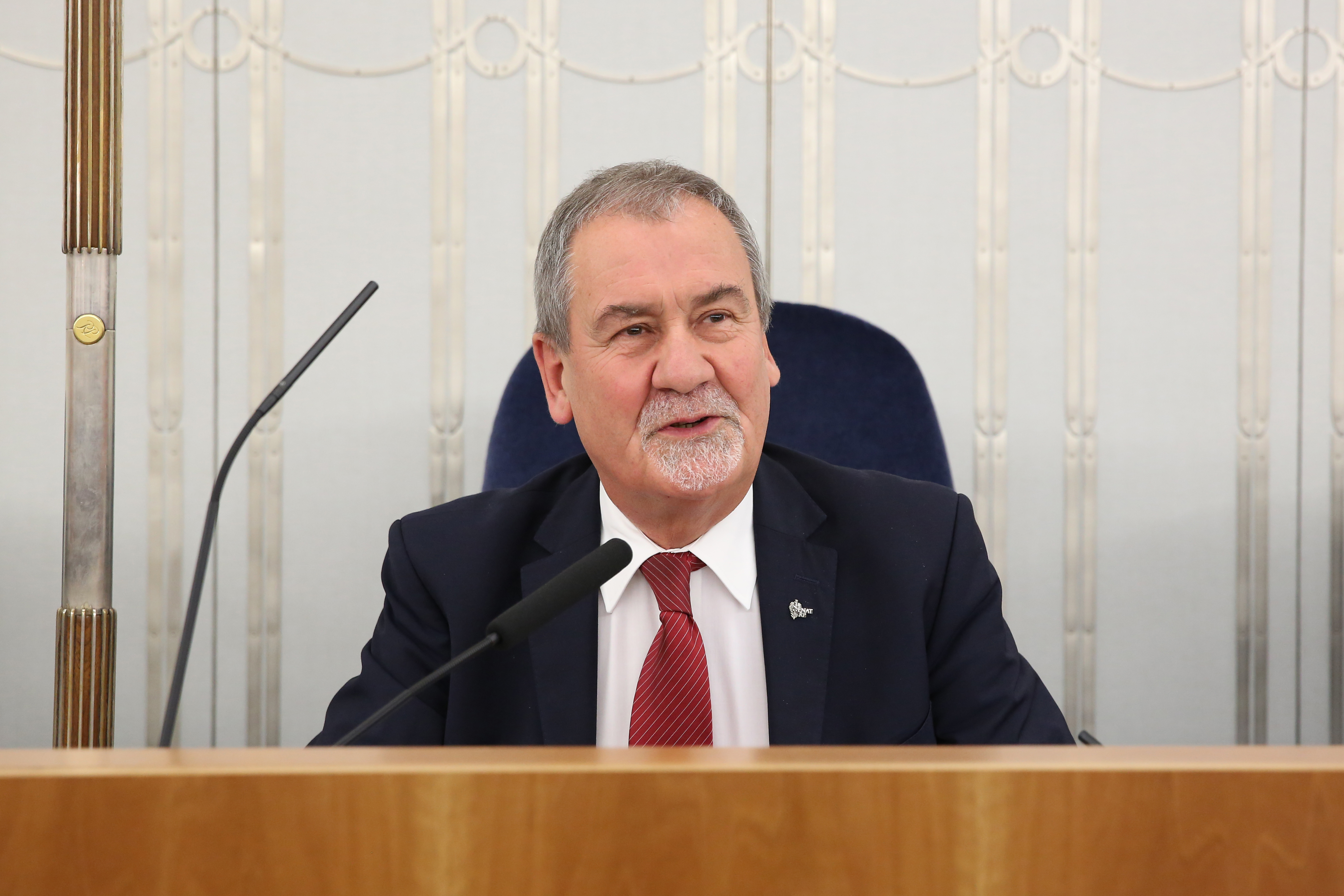
Jan Wyrowiński prowadzący 82. posiedzenie Senatu VIII kadencji (2015)

Jan Alfons Wyrowiński (ur. 27 sierpnia 1947 w Brusach) – polski polityk i inżynier elektryk. Poseł na Sejm w latach 1989–2001 i 2005–2007 (X, I, II, III i V kadencji), w latach 2007–2015 senator VII i VIII kadencji, w latach 2011–2015 wicemarszałek Senatu VIII kadencji, w latach 1994–1998 i od 2019 prezes Zrzeszenia Kaszubsko-Pomorskiego.

## Życiorys
Od 1965 do 1971 należał do Zrzeszenia Studentów Polskich. Ukończył w 1971 studia w dziedzinie automatyki przemysłowej na Wydziale Elektrycznym Politechniki Gdańskiej. Od tego samego roku był pracownikiem naukowym Resortowego Ośrodka Badawczo-Rozwojowego Automatyki Chemoautomatyka w Toruniu. Od lat 70. działacz Klubu Inteligencji Katolickiej w Toruniu (przez pewien czas kierował jego sekcją turystyczną). W latach 80. był działaczem jawnej, a następnie podziemnej „Solidarności” i redaktorem regionalnej prasy niezależnej. W czasie stanu wojennego był internowany w Potulicach i Strzebielinku. Organizował lokalny Komitet Obrony Więzionych za Przekonania, pełniąc w nim w latach 1985–1990 funkcję wiceprezesa.
W latach 1989–2001 sprawował mandat posła na Sejm X, I, II i III kadencji, kolejno z ramienia Komitetu Obywatelskiego, Unii Demokratycznej i Unii Wolności. W 2001 nie uzyskał ponownie mandatu (UW nie osiągnęła progu wyborczego).
W latach 1991–1999 był przewodniczącym UD i UW w Toruniu. Objął też stanowisko przewodniczącego rady Fundacji Archiwum i Muzeum Pomorskie Armii Krajowej oraz Wojskowej Służby Kobiet. Od 2002 do 2005 był stałym ekspertem sejmowej Komisji Skarbu Państwa.
W 2002 wstąpił do Platformy Obywatelskiej i z ramienia komitetu Obywatele Torunia startował na urząd prezydenta miasta Torunia. Zajął drugie miejsce z wynikiem 49% poparcia, przegrywając w drugiej turze z Michałem Zaleskim. W wyniku wyborów parlamentarnych w 2005, z listy PO, ponownie został wybrany na posła z okręgu toruńskiego. 13 stycznia 2006 objął funkcję rzecznika w gabinecie cieni PO odpowiedzialnego za skarb państwa. Był przewodniczącym PO w Toruniu.
Objął funkcję prezesa oddziału Zrzeszenia Kaszubsko-Pomorskiego w Toruniu, w latach 1994–1998 był prezesem zarządu głównego ZKP w Gdańsku.
W wyborach parlamentarnych w 2007 uzyskał mandat senatorski, otrzymując 112 966 głosów. W wyborach w 2011 z powodzeniem ubiegał się o reelekcję, w okręgu nr 11 dostał 47 641 głosów. 9 listopada 2011 został wicemarszałkiem Senatu VIII kadencji. W 2015 nie kandydował w kolejnych wyborach parlamentarnych. W październiku 2016 wystąpił z PO, doszło do tego po postawieniu przez partię postulatu likwidacji Instytutu Pamięci Narodowej.
W listopadzie 2019 został wybrany na prezesa Zrzeszenia Kaszubsko-Pomorskiego.
Został powołany w skład Rady do Spraw Działaczy Opozycji Antykomunistycznej oraz Osób Represjonowanych z Powodów Politycznych.

## Odznaczenia i wyróżnienia
- Krzyż Komandorski Orderu Odrodzenia Polski (2023)[13]
- Krzyż Wolności i Solidarności (2011)[14]
- Medal „Pro Bono Poloniae” (2024)[15]
- Odznaka „Zasłużony Działacz Kultury”[16]
- Odznaka honorowa „Działacza opozycji antykomunistycznej lub osoby represjonowanej z powodów politycznych”[12]
- Medal „Unitas Durat Cuiaviano-Pomeraniensis” (2009)[16]
- Tytuł honorowego obywatela Torunia (2024)[17][18]